# Floema

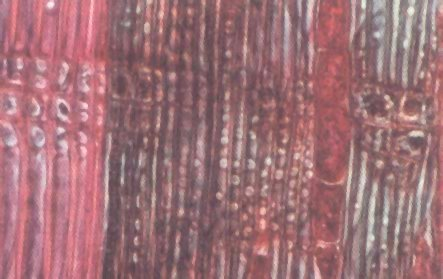
Floema

Sección transversal de un tallo de la planta de lino:
1. Médula,
2. Protoxilema,
3. Xilema,
4. Floema,
5. Esclerénquima (Fibra basta),
6. Córtex,
7. Tejido epidérmico

En botánica, se denomina floema (del griego: φλοιός, corteza, y -ema) al tejido conductor encargado del transporte de nutrientes  orgánicos e inorgánicos —especialmente azúcares— producidos por la parte aérea fotosintética y autótrofa, hacia las partes basales subterráneas, no fotosintéticas, heterótrofas de las plantas vasculares. También se pueden denominar tubos o vasos liberianos.
El término floema fue acuñado por Karl Wilhelm von Nägeli en 1858; deriva del griego "φλόος" (phloos) que significa corteza. También se usan para designarlo los términos líber, leptoma y tejido criboso.
Se reconocen dos tipos de floema: el primario y el secundario. En el vástago, el floema primario se encuentra asociado al xilema primario constituyendo los haces vasculares.
Se diferencia en protofloema y metafloema. El primero madura en las partes de la planta que aún están creciendo en extensión, y sus elementos cribosos pronto se vuelven inactivos. El metafloema se diferencia más tarde, completa su maduración después de que el órgano ha terminado su crecimiento en longitud. En las plantas que no poseen crecimiento secundario, constituye el floema funcional de los órganos adultos.
El floema secundario, igual que el xilema secundario, se origina en el cámbium, ubicado hacia la periferia de tallo o raíz. Posee un sistema axial y un sistema radial, que se continúa con el del xilema secundario a través del cámbium.

## Elementos del floema
El floema, igual que el xilema, es un tejido complejo, heterogéneo, formado por diferentes tipos de células.

### Elementos de conducción o elementos cribosos

El xilema (azul) transporta el agua desde las raíces hacia arriba el floema (naranja) transporta los productos de la fotosíntesis desde su lugar de origen (fuente) hasta los órganos donde se necesitan (raíces, órganos de almacenamiento, flores, frutos - sumidero)

Son los elementos más especializados, caracterizándose por sus protoplastos modificados y sus conexiones celulares especiales. Fueron descubiertos por Hartig en 1837. Hay dos tipos: células cribosas y miembros de tubos cribosos. Sus características comunes son:
- Pared celular: celulósica y primaria. Su espesor es variable, algunas familias primitivas de angiospermas (Magnolia, Persea) presentan paredes laterales con engrosamientos nacarados. Estos espesamientos están compuestos por muchas capas de microfibrillas de celulosa densamente dispuestas, y pectinas. En algunas especies el engrosamiento es tan marcado el que casi ocluye el lumen. Aparentemente la función de estas paredes sería la de facilitar el transporte radial por apoplasto. Algunas gimnospermas, según Esau, presentan engrosamientos nacarados de naturaleza secundaria; otros autores no están de acuerdo, consideran que se trata de paredes primarias.

En las pteridofitas las células cribosas son largas, aguzadas y enucleadas, con áreas cribosas pobremente diferenciadas. Usualmente tienen esférulas, cuerpos proteicos limitados por una membrana. Las células cribosas de las gimnospermas son elementos largos y delgados, con extremos afilados, que se superponen. En Sequoia las áreas cribosas se encuentran sobre las paredes radiales.
- Células cribosas: se encuentran en pteridofitas y gimnospermas. Se comunican entre sí por áreas cribosas, que están dispersas en toda la superficie de la célula.
- Comunicaciones intercelulares: los elementos cribosos se comunican entre sí a través de áreas cribosas. Estas son áreas deprimidas de la pared provistas de poros a través de los cuales se conectan los protoplastos de elementos vecinos por medio de cordones citoplasmáticos. Se diferencian de los campos primarios de puntuaciones por dos rasgos: 1) el tamaño de los poros, generalmente mucho mayor que el de los plasmodesmos, se pueden observar con microscopio óptico, y 2) la presencia de un cilindro visible de calosa, que rodea al cordón citoplasmático y puede aparecer también en la superficie del área cribosa.
- Elementos de tubos cribosos: se encuentran en angiospermas. Son series longitudinales de células llamadas "miembros de tubos cribosos" conectadas entre sí por medio de placas cribosas simples o compuestas. En las paredes laterales tienen áreas cribosas más o menos especializadas, generalmente difíciles de ver.

### Células acompañantes
Son células parenquimáticas muy especializadas, asociadas ontogenéticamente con los miembros de los tubos cribosos en el metafloema y floema secundario de angiospermas. Algunas están diferenciadas como células de transferencia. Tienen pared primaria con campos primarios de puntuaciones con plasmodesmos ramificados, enfrentados a los poros de las áreas cribosas de los elementos cribosos. Durante la ontogenia, se deposita calosa del lado del elemento criboso, pero no del lado de la célula acompañante, donde permanecen los campos primarios de puntuaciones. Su protoplasto es el característico de las células metabólicamente activas: con núcleo grande frecuentemente poliploide, nucléolos grandes, vacuolas pequeñas, retículo endoplasmático bien desarrollado, grandes mitocondrias, dictiosomas, abundantes ribosomas. Pueden tener cloroplastos y leucoplastos, pero no forman almidón. Asumen las funciones nucleares de los elementos cribosos, mueren cuando estos dejan de ser funcionales. Cumplen la función de carga y descarga de los elementos cribosos, trasportando lateralmente los fotosintatos.
- Localización: puede no haber células acompañantes en el protofloema de angiospermas. En las Gramineae se halla una disposición muy regular de tubos cribosos y células acompañantes. Se ha comprobado que esta disposición está correlacionada con tipos de haces vasculares avanzados, mientras que la disposición irregular ocurre en tipos más primitivos de haces.
- Ontogenia: se forman a partir de la misma célula meristemática que los miembros de los tubos cribosos. Esta se divide longitudinalmente una o más veces, dando células de diferente tamaño. La célula mayor se diferenciará en miembro del tubo criboso, y la célula restante formará las células acompañantes previa división transversal que puede no ocurrir. En resumen, un miembro de tubo criboso puede tener asociado un número variable de células acompañantes, dispuestas en series longitudinales.

### Células parenquimáticas
Existen en cantidad variable, y son menos especializadas que las células acompañantes o las células albuminosas. En el floema primario son alargadas paralelamente a los tubos; en el floema secundario se presentan en el sistema vertical y en el horizontal. En el vertical están en dos formas básicas: células fusiformes o hileras de células. En el horizontal constituyen los radios del floema, integrados por dos tipos de células: procumbentes, alargadas en dirección radial y erectas, generalmente marginales, alargadas en sentido vertical. Pueden estar diferenciadas en células de transferencia, con paredes laberínticas. Sus funciones son: participan en la carga y descarga de los elementos cribosos trasportando azúcares a las células acompañantes. Almacenan almidón, grasas, taninos y cristales.
El movimiento de nutrientes dentro del floema, principalmente el de sacarosa, es unidireccional y más lento: solo alcanza los 2,5 cm por minuto. Posteriormente serán almacenados en frutos, semillas o incluso en la raíz.
Los tubos del floema transportan las sustancias producidas por el proceso de fotosíntesis, esta sustancia transportada es denominada savia elaborada.